# Петрень (Молдова)
Петрень (рум. Petreni) — село у Дрокійському районі Молдови. Адміністративний центр однойменної комуни, до складу якої також входить село Попештій-Ной.

## Населення
За даними перепису населення 2004 року у селі проживали 1077 осіб.
Національний склад населення села:
| Національність | Кількість осіб | Відсоток |
| -------------- | -------------- | -------- |
| молдавани      | 1068           | 99,2%    |
| цигани         | 6              | 0,6%     |
| українці       | 2              | 0,2%     |
| росіяни        | 1              | 0,1%     |
| Всього         | 1077           | 100%     |